# Gerda Mylle
Gerda Mylle, née le 5 septembre 1953 à Moorslede et morte le 16 juin 2020 à Izegem, est une femme politique belge flamande, membre du CD&V.

## Biographie
Gerda Mylle fut enseignante.

## Fonctions politiques
- Conseillère communale d'Izegem
- Ancienne bourgmestre d'Izegem
- Ancienne conseillère provinciale de la province de Flandre-Occidentale
- Députée fédérale depuis le 8 octobre 2013 au 25 mai 2014 en remplacement de Stefaan De Clerck, démissionnaire.